# Valéry Giscard d'Estaing
Valéry Marie René Giscard d'Estaing  (Koblenz, 2. veljače 1926. — Authon, Loir-et-Cher, 2. prosinca 2020.)  bio je francuski političar, predsjednik Republike Francuske od 19. svibnja 1974. do 21. svibnja 1981.
Prvo je obnašao dužnost ministra financija u nekoliko saziva vlade, no poslije smrti Georgesa Pompidoua 1974., Giscard d'Estaing je izabran za predsjednika vrlo
tijesno ispred socijaliste Françoisa Mitterranda. Pokušao je oživjeti gaulliste na jedan napredan građanski način a kao predsjednik proveo je niz reformi; 
zakon o razvodu braka i zakon o pobačaju su liberalizirani, dob glasovanja je smanjena. Ekonomski problemi, kojim je završeno oko desetljeće ekonomskog rasta, potkopali su njegovu pozicju i 1981., Mitterarand ga tijesno pobjeđuje na izborima.
Liberalna stranka UDF, koju je on osnovao, je poslije Socijalističke stranke i UMP-a (republikanska stranka) ostala je najutjecajnija stranka u francuskoj politici.
Giscard d'Estaing je napustio francuski zastupnički dom 2002. Tijekom kasnijih godina obnašao je dužnost vođe projekta u Europskom konventu čiji cilj je bio pravljenje prijedloga za ustav Europske unije. Izabran je 2003. godine u Francusku akademiju na stolac br. 16. Giscard d'Estaingova vlada provela je posljednje tri smrtne kazne giljotiniranjem.

## Životopis
Valéry Giscard d’Estaing rođen je kao sin Edmonda Giscarda d’Estainga, inspektora pri francuskom ministarstvu financija i člana Francuskog Instituta (Institut de France), i May Giscard d’Estaing (rođ. Bardoux). Rođen je u Koblenzu gdje je njegov otac bio smješten kao dio francuskih okupacijskih snaga u Porajnju. Još kao 17-ogodišnjak bio je član Francuskog pokreta otpora (la Résistance) u borbi protiv njemačkih okupacijskih snaga. Nakon školovanja u Clermont-Ferrandu sudjelovao je kao vojnik u završnim operacijama Drugog svjetskog rata, kao član slobodnih francuskih snaga koje su napredovale prema Njemačkoj. Poslije rata seli u Pariz i započinje studij na École polytechnique, gdje je bio u prvoj klasi pri Nacionalnoj školi za upravu (École nationale d'administration). Anne-Aymone Sauvage de Brantes oženio je 1952. i par je imao četvero djece: Valérie-Anne, Henri, Louis i Jacinte.